# Buberlesbach
Der Buberlesbach ist ein etwas über einen Kilometer langer Bach in Baden-Württemberg im Stuttgarter Ortsteil Botnang.

## Namensherkunft
Das Wort Buberles ist von Buberle und das von Buche abgeleitet. Also sollte der Bach Buchenbach heißen. So berichtet es die Botnanger Chronik aus dem Jahre 1920.

## Geographie

### Verlauf
Der Buberlesbach entsteht in der westlichen Winterhalde zwischen dem Schwarzwildpark bei der Saufangeiche und dem Siedlungsrand Botnangs. Er hat zwei Quellen, die natürliche Bachquelle und den nahe bei ihr künstlich angelegten Buberlesbrunnen. Der Bach speist noch vor dem Waldaustritt den Buberlesweiher und fließt dann durch Botnang, um dort zuletzt verdolt unter der Kauffmannstraße in den ebenfalls verdolten Sommerhaldenbach einzufließen, der danach mit dem rechten Metzgerbach am Ostrand von Botnang zum Feuerbach zusammenläuft.

### Einzugsgebiet
Das Einzugsgebiet gehört, naturräumlich gesehen, mit seinen westlichen Teilen zum Unterraum Innerer Glemswald von Schönbuch und Glemswald, der übrige Teil liegt in Unterraum Feuerbachbucht der Stuttgarter Bucht.

### Buberlesweiher

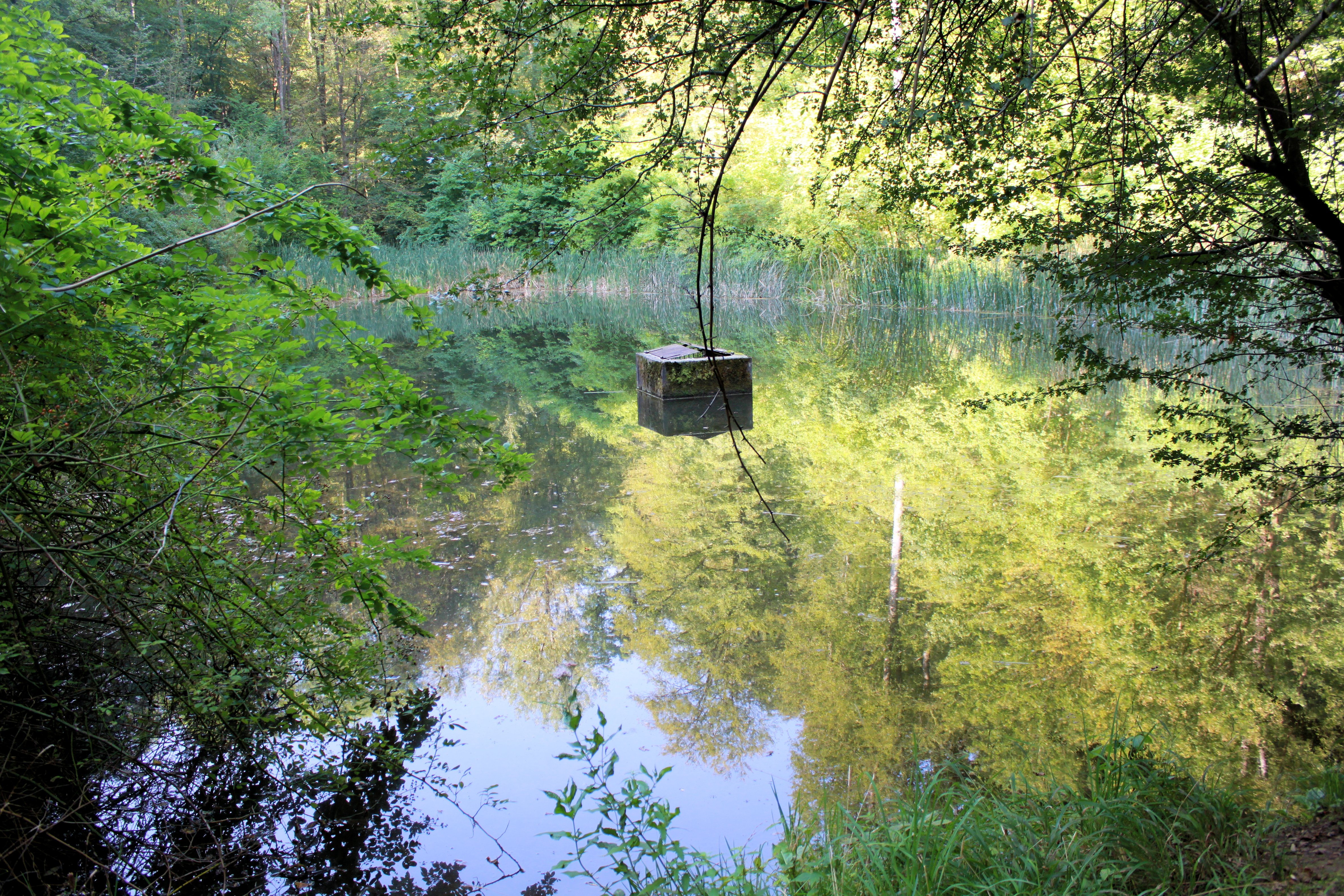
Der Buberlesweiher im Sommer 2016

Ein vermutlich bereits im 19. Jahrhundert eingerichteter Brunnen wurde 1968 durch einen Erdrutsch zerstört. Anfang der 1970er Jahre entschied man sich zu einer Neufassung der Quellen. Neben der Brunnenanlage (1970) entstand so 1971 die Kneippanlage und wurde auch der Buberlesweiher geschaffen. Der künstlich angelegte, 0,2 ha große See liegt wenig südwestlich von Botnang im Waldgewann Winterhalde. Dieses im Jahre 1970 angelegte Rückhaltebecken staut hinter seinem Erddamm dauerhaft 5.000 m³ Wasser an. Außer zum Schutz vor Hochwasser dient der Buberlesweiher auch dem Natur- und Vogelschutz, zum Schlamm- und Geröllfang und als Fischteich.
Der von Westen kommende Bach durchläuft den Weiher und fließt dann durch Botnang, wo er kurz vor der Mündung einen weiteren, unter 0,1 ha großen Teich speist.

### LUBW
Amtliche Online-Gewässerkarte mit passendem Ausschnitt und den hier benutzten Layern: Lauf und Einzugsgebiet des Buberlesbachs

Allgemeiner Einstieg ohne Voreinstellungen und Layer: Daten- und Kartendienst der Landesanstalt für Umwelt Baden-Württemberg (LUBW) (Hinweise)
1. 1 2  Höhe nach dem Höhenlinienbild auf dem Hintergrundlayer Topographische Karte.
2. ↑  Länge nach dem Layer Gewässernetz (AWGN).
3. ↑  Einzugsgebiet abgemessen auf dem Hintergrundlayer Topographische Karte.
4. 1 2  Seefläche nach dem Layer Stehende Gewässer.
5. ↑  Angaben zum Rückhaltebecken nach dem Layer Stauanlagen.

### Andere Belege
1. ↑  Friedrich Huttenlocher, Hansjörg Dongus: Geographische Landesaufnahme: Die naturräumlichen Einheiten auf Blatt 170 Stuttgart. Bundesanstalt für Landeskunde, Bad Godesberg 1949, überarbeitet 1967. → Online-Karte (PDF; 4,0 MB)